# Edmond O'Brien
Edmond O'Brien (født 10. september 1915, død 9. maj 1985) var en amerikansk teater-, tv- og filmskuespiller. O'Brien blev født i New York City, New York. O'Brien var en stor Hollywood-filmstjerne i næsten fire årtier. En kandidat fra Columbia University, begyndte han sin tidlige karriere sine evner til at blive en tryllekunstner, inden han besluttede at forfølge en karriere i spillefilm. Han fik sin filmdebut som en statist i 1938 i filmen Oprør i fængslet. Det følgende år modtog han sin første store rolle som "Gringoire" i Klokkeren fra Notre Dame. I 1954 blev han hædret med en Oscar for bedste mandlige birolle for sin præstation i Den barfodede grevinde. Ti år senere modtog han en anden Oscar-nominering fra AMPAS for sin præstation som USAs senator Raymond Clark i den politiske thriller i 1964 i 7 dage i maj.